# 达察·阿旺罗桑丹贝坚参
达察·阿旺罗桑丹贝坚参（藏語：ངག་དབང་བློ་བཟང་བསྟན་པའི་རྒྱལ་མཚན་，威利转写：ngag dbang blo bzang bstan pa'i rgyal mtshan；1811年—1854年）藏族，类乌齐恩达地方人，第九世（计追认）达察活佛。

## 生平
藏历金羊年（1811年），生于类乌齐恩达地方。1813年，经金瓶掣签认定为上一世达察活佛的转世灵童。后来坐床正式继任达察活佛。
他曾经担任十一世达赖的经师。他还曾经修改完善了八宿寺寺规。
藏历木虎年（1854年），达察·阿旺罗桑丹贝坚参在拉萨圆寂，享年44岁。